# Ordre du Mérite (Senegal)

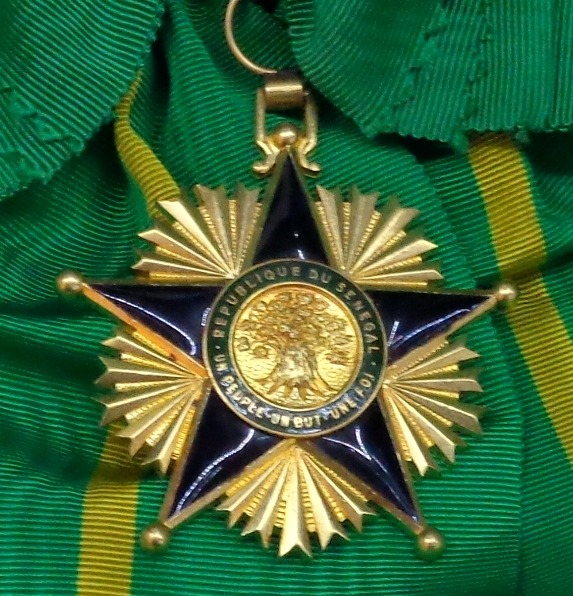
Großkreuzmedaille des Ordre du Mérite, Senegal

Der Ordre du Mérite (dt. „Verdienstorden“) ist einer von zwei nationalen Auszeichnungen Senegals. Er wird in Anerkennung für herausragende Leistungen für die Nation vergeben. Er wurde geschaffen, um neben dem Ordre national du Lion weitere Personen auszeichnen zu können. Der Großmeister des Ordre du Mérite ist der Präsident der Republik.

## Geschichte
Der Orden wurde am 22. Oktober 1960, vier Monate nach der Unabhängigkeit Senegals, durch das Gesetz Nr. 60-364 erstmals verliehen.
Der Orden wird an Bürger verliehen, die sich im öffentlichen oder privaten, zivilen oder militärischen Bereich um das Land verdient gemacht haben. Der Orden kann auch an Ausländer verliehen werden.
Mit den Gesetzen Nr. 65-329 vom 7. August 1965 und Nr. 66-673 vom 31. August 1966 wurden Änderungen an der Satzung vorgenommen.

## Klassen
Der Orden ist in 3 Klassen und 2 Stufen eingeteilt:
- Ritter (Chevalier)
- Offizier (Officier)
- Kommandeur (Commandeur)

mit den beiden Stufen:
- Großkreuz (Grand croix)
- Großoffizier (Grand officier)

## Gestaltung der Ordenszeichen
Das Abzeichen des Ordens ist ein goldener fünfzackiger Stern mit schwarzem Emaille und Kugeln an den Enden. Goldene Strahlen stehen zwischen den fünf Sternenzacken. In der Mitte des Abzeichens befindet sich ein rundes goldenes Medaillon mit grünem Emaille. Im mittleren Medaillon ist ein Affenbrotbaum abgebildet. Auf den beiden Seiten befinden sich zwei Inschriften: oben „REPUBLIQUE DU SENEGAL“, unten „• UN PEUPLE • UN BUT • UNE FOI •“ (Ein Volk, ein Ziel, ein Glaube).
Das Rückseitenschild ist mattiert, in der Mitte und im Kreis die wehende Flagge Senegals in floralem Emaille.
Das Schild wird mit Hilfe eines Ringes am Band befestigt.
Der Ordensstern ist mehrstrahlig, silberfarben, fast rund. In der Mitte ist das Ordenszeichen ohne Streifen zwischen den Sternen angebracht.
Der Stern ist mit einer goldenen Perle im Zentrum geschmückt.

## Träger
- Adama Diop, senegalesische Basketballspielerin (Chevalier)[4]
- Manuel Valls (* 1962), Grand Croix, französischer Premierminister[5]
- Claude Bartolone (* 1951), Grand Croix, Präsident der französischen Nationalversammlung 2013.
- Guillaume Soro (* 1972), Grand Croix, Präsident der Nationalversammlung der Elfenbeinküste 2013.
- Édouard Philippe (* 1970), Grand Croix, französischer Premierminister 2019.[6]
- Mahammed Boun Abdallah Dionne (1954–2024), Grand Croix, Premierminister Senegals 2015.
- Seydou Nourou Ba, Commandeur, Botschafter Senegals.
- Jocelyne Bérouard, Officier, Sängerin der französischen Band KASSAV’ 1996.
- Jacob Desvarieux, Officier, Musiker von KASSAV’ 1996.
- Mohamed Mbougar Sarr (* 1990), Chevalier, Schriftsteller, Preisträger des Prix Goncourt 2021; 2015.
- Senegalesische Fußballnationalmannschaft des Afrika-Cup 2022.